# Шусвапы
Шусвапы (англ. Shuswap) — один из индейских народов культурного ареала Плато, проживающий в канадской провинции Британская Колумбия. Являются частью этнологической и лингвистической группы внутренних салишей.

## Язык
Язык шусвапов относится к салишской языковой семье и имеет два диалекта: восточный и западный. Несмотря на то, что большая часть народа перешла на английский, на нём ещё говорят около 1 600 человек.

## История
Традиционная территория народа охватывала около 145 000 км², от Скалистых гор на востоке до долины реки Фрейзер на западе, от восточной части плато Чилкотин на севере до реки Колумбии на юге. Александр Маккензи был первым европейцем, который прошёл по их землям в 1808 году.
В первой половине XIX века Компания Гудзонова залива устанавливает с шусвапами дружеские отношения и начинает с ними торговать европейскими товарами. Были вовлечены в торговую сеть между племенами северо-западного побережья через плато Колумбия до племён северных равнин.В начале второй половины XIX века на реке Фрейзер было обнаружено золото и на территорию шусвапов устремились тысячи белых людей. В 1862 году эпидемия оспы уничтожила более 2/3 народа.
После того, как была образована провинция Британская Колумбия, для шусвапов были созданы несколько резерваций, которые были расположены на их традиционной территории.

## Культура и образ жизни
До поселения в резервации основными занятиями шусвапов были охота, рыбалка и сбор диких ягод. Охотились в основном на оленей, рыбу сушили в больших количествах, собранные ягоды также высушивались и заготавливались на зимний период.
Жилище представляли собой полуподземные круглые сооружения, построенные из дерева и покрытые землёй и корой деревьев. В таком доме проживало от 15 до 30 человек и он был разделён на несколько помещений. Его диаметр составлял от 5 до 9 метров. Летом изготавливались временные вигвамы из ветвей деревьев, покрытые камышом или шкурами животных. Во второй половине XIX века восточная часть шусвапов в значительной степени восприняла культуру индейцев Великих равнин.

## Население
Муни (1928) подсчитал, что в 1780 году население народа составляло 5 300 человек. Тейт в 1909 году получил сведения от старейшин шусвапов, согласно которым численность населения в 1850 году составляла 7 200 человек. Доклад Канадского индейского офиса за 1903 год — 2 185 чел.; за 1906 год — 2 236 человек. В 2016 году численность шусвапов составила 6 755 человек.